# Вострецова, Людмила Новомировна
Людми́ла Новоми́ровна Вострецо́ва (р. 20 января 1948) — советский и российский искусствовед, музейный работник. Старший научный сотрудник отдела рисунка и акварели Государственного Русского музея.

## Биография
Людмила Вострецова родилась 20 января 1948 года.
Окончила Ленинградский государственный университет имени А. А. Жданова.
Преподаватель кафедры рекламных технологий Института бизнес-коммуникаций Санкт-Петербургского государственного университета технологии и дизайна.
Одна из авторов «Энциклопедии русского авангарда» (2013—2014).
Людмила Вострецова была куратором выставок произведений Петра Дика (ГРМ, 2012), Олега Яхнина (ГРМ, 2016) и других художников.

## Участие в творческих и общественных организациях
- Член Ассоциации искусствоведов (АИС)[5]

## Награды и премии
- Знак отличия «За достижения в культуре» Министерства культуры Российской Федерации (2003)[6]